# Pobershau
Pobershau (boβɐʃhaː en dialecte local) est une ancienne commune de Saxe (Allemagne), située dans l'arrondissement des Monts-Métallifères, dans le district de Chemnitz. Avec effet au 1er janvier 2012, elle est rattachée à la ville de Marienberg.

## Géographie
Pobershau se trouve dans la vallée de la Rote Pockau, des deux côtés de la rivière. Les villes et villages voisins sont (dans le sens des aiguilles d'une montre depuis le nord) : Zöblitz, Ansprung, Hüttstadtmühle, Rübenau, Kühnhaide, Gelobtland, Gebirge et Marienberg.

## Histoire

### Histoire du village
La région appartenait à l'Amt de Lauterstein avec son ancien château. Avec la fondation de la ville de Marienberg en 1521, la Rote Pockau est devenue la frontière entre les possessions de la ville et la domination de Lauterstein. Les habitations construites sur la coté de Marienberg depuis 1544 deviennent le Ratsdorf («village concile»), appelé ensuite la Ratsseite («partie concile»). En 1555, la partie concile appartient ecclésiastiquement à la paroisse de Marienberg et séculièrement à l'Amt de Wolkenstein, la partie seigneuriale (Amtsseite) ecclésiastiquement à la paroisse de Zöblitz et séculièrement à l'Amt de Lauterstein. Entre 1557 et 1560 la location est appelée Bowerß Haw ou ufn Bobershau pour la première fois.
Un maître d'école est mentionné pour la première fois en 1663.
En 1839 Ratsseite et Amtsseite sont établis en tant que municipalités indépendantes. L'un était subordonné à la ville de Marienberg et l'autre à l'Amt de Lauterstein, dont la siège est transféré à Zöblitz après l'incendie du château de Lauterstein. En 1856, les villages s’unissent pour former une communauté scolaire, et  
le 10 mars 1857 ils sont fusionnés en une seule municipalité administrative.
La brigade de pompiers volontaires est fondée en 1872. En 1875 le chemin de fer entre Pockau-Lengefeld et Reitzenhain est ouvert sur lequel Pobershau partage une gare avec Zöblitz. Une nouvelle école est construite en 1883. En 1904, avec l’inauguration de sa propre église, Pobershau devient une paroisse ecclésiastique indépendante. En 1912, le village est raccordé au réseau électrique, ce qui porte également le nombre des usines de tournage de bois à 32 en 1914. Dans les années 1920 à 1922, une conduite d'eau à haute pression est installée. La nouvelle mairie est inaugurée en 1925. Le 16 avril 1945, un raid aérien sur la gare Zöblitz-Pobershau fait huit morts et 72 blessés.

### Histoire minière

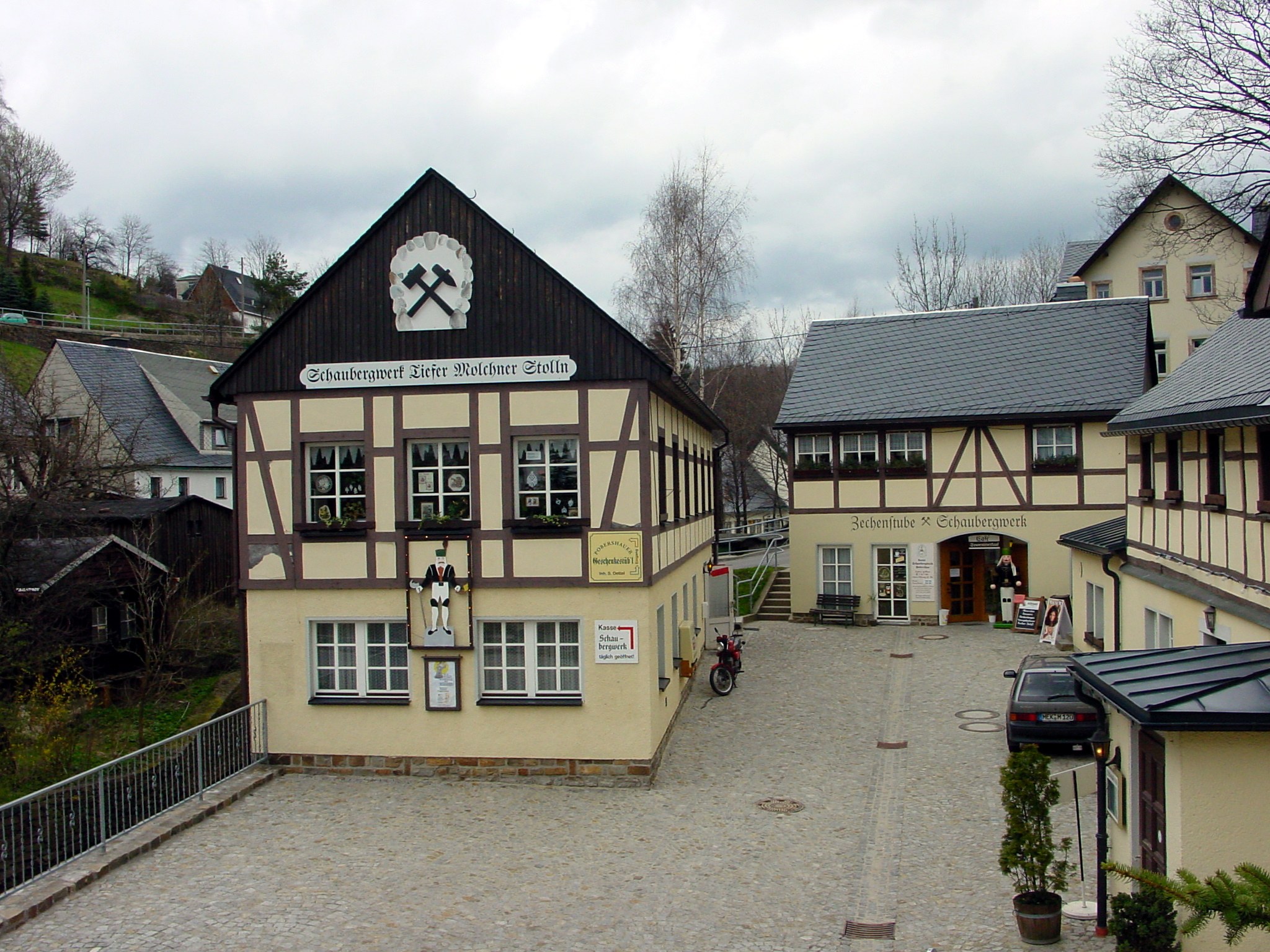
Bâtiments de surface du Molchner Stolln

L'extraction du minerai d'étain se poursuit dans la région depuis le début du XVIe siècle. Les minerais d'argent et de cuivre y sont aussi exploité, et on y trouve du tourmaline, du quartz et de la hornblende aussi que de l’améthyste et du jaspe rouge dans des veines du minerai de fer. La dernière mine et fermée en 1869, mais en 1928 l'exploitation a repris dans la mine Zinnerne Flasche. Après une tentative infructueuse pour rouvrir la mine Molchner Stolln à l'extraction de minerai en 1934, elle est étendue à une mine d'exposition et inaugurée un an plus tard. La dernière tentative d'exploitation minière à Pobershau a été faite par la SDAG Wismut de 1947 à 1945.